# José Carlos Capinam
José Carlos Capinan, mais conhecido como Capinan ou Capinam (Entre Rios, 19 de fevereiro de 1941), é um poeta, letrista e dramaturgo brasileiro, integrante da Academia de Letras da Bahia. Da geração de fundadores do Centro Popular de Cultura (CPC), da União Nacional dos Estudantes, é autor do livro "Inquisitorial" (1966), considerado um marco da poesia participante no Brasil.
Poeta do Tropicalismo, foi do grupo criador do movimento de vanguarda renovador da cultura brasileira em 1967 e 1968, e integrou o álbum "Tropicalia ou Panis et Circensis" com "Miserere Nobis", sua parceria com Gilberto Gil. 
É um dos principais poetas de sua geração e se tornou um letrista central na história da modernização da música popular brasileira, vencendo o Festival de Música Popular de 1967 com a canção "Ponteiro", parceria com Edu Lobo. "Soy loco por ti, América", canção com sua letra e música de Gilberto Gil, virou uma das grandes expressões poéticas do tropicalismo.
Autor de canções clássicas, Capinan tem como parceiros Gilberto Gil, Caetano Veloso, Edu Lobo, Tom Zé, Jards Macalé, Paulinho da Viola, Fagner, João Bosco, Francis Hime, Geraldo Azevedo, Zé Ramalho, Roberto Mendes, Cézar Mendes e Paquito, entre outros.
É o presidente de honra do Museu Nacional da Cultura Afro-brasileira, em Salvador.
Em 2024, lançou sua poesia completa na antologia "Cancioneiro Geral" (Círculo de Poemas), organizada por Claudio Leal e Leonardo Gandolfi. Em 2025, o Selo Sesc lançou o disco ao vivo "Cancioneiro Geral - Tributo a Capinan", com a participação do poeta ao lado de Jards Macalé e Renato Braz.

## Discografia
- Cancioneiro geral - Tributo a Capinan (Selo Sesc, 2025) - com Capinan, Jards Macalé e Renato Braz
- Reunião-O Brasil dizendo Drummond / 2002 / Selo Luz da Cidade / CD
- O Viramundo - 21 anos de Tropicalismo / 1988 / SBK/CBS / LP
- Olho de lince- trabalho de parto / 1985 / EMI/Odeon / LP
- Te esperei / 1984 / Independente / LP

## Opiniões
"Vindo de um interior ainda mais agreste, ainda mais nor- deste do que o de onde vínhamos eu e Caetano — porque ainda mais longe do mar de águas e de luzes da baía —, Capinan era portador e manifestante de uma alma ainda mais severina, no sentido joãocabralino da palavra. Mais caprino, mais cismado, mais dependurado nas argolas das interrogações, como se elas fossem aquelas gangorras tos- cas pendendo dos galhos das mangueiras dos quintais das casas no seu sertão" 
(Gilberto Gil, apresentação de "Confissões de Narciso" e fortuna crítica de "Cancioneiro Geral")
"Capinan é um poeta social inteiramente imune ao constrangimento em que se debatem a literatu- ra e a crítica participantes: à suspeita informulada de que a imaginação é mero ornato ou fuga, volta e meia chama- da a se justificar perante os interesses superiores de luta social. Esta desconfiança esteriliza o poeta e desvirtua a crítica. Ela consiste em submeter — veladamente embora — a literatura ao inquérito impertinente dos Platões de subúrbio. O maior valor de Inquisitorial é o de inquirir sobre a realidade pela poesia, e não o de inquirir contra a poesia e, em última análise, contra a própria realidade."
José Guilherme Merquior ("Capinan e a nova lírica", A astúcia da mimese [José Olympio, 1972])  
"A canção [Soy loco por ti, América] condensava a complexidade formal de suas incursões na poesia participante, sem perfumar o conteúdo político com o berro de panfleto. A poucos meses do uso da palavra “tropicália” (nome de uma instalação de Hélio Oiticica) para batizar o movimento afinado com a antropofagia modernista e divergente dos nacionalistas exacerbados, 'Soy loco por ti, América' antecipou, nos jogos com a língua castelhana, a incorporação do imaginário latino-americano."
(Claudio Leal, posfácio de "Cancioneiro geral", Círculo de Poemas, 2024)
"Canto desde muito cedo seus poemas musicados por tantos amigos em comum, nossa juventude guerreira e poética nos trouxe esse bem imenso. Capinan escrevendo é lírico, político, guerreiro, autor raro, brilhante, vivendo na carne cada verso, cada rima, cada expressão."
(Maria Bethânia, orelha de "Cancioneiro Geral", Círculo de Poemas, 2024).
"O fato de ele ser chamado sempre de poeta criara uma expectativa em mim de natureza quase sacra (embora não fosse uma emoção intensa), e sua figura franzina de menino amarelo e sardento do sertão, tocantemente tímido (mas eu próprio me sentia mais tímido), me pareceu angelical, ou essencialmente artística, como se ele fosse a alma redimida do 'soldado amarelo' do livro de Graciliano Ramos ou uma imagem de barro pintado representando um menino com uma gaiola de passarinhos, feita por um artista do Nordeste. Vi desde esse primeiro momento que eu gostaria dele sempre, e que sempre seria difícil nossa comunicação, ainda que sem conflitos. Não havia identificação fácil em áreas da personalidade que servem à comunicação - e havia demasiada identificação em regiões mais fundas e misteriosas: ele tinha a desconfiada aridez do sertanejo que apreende tudo como se fizesse esforço, e eu, a doce receptividade do habitante do recôncavo, que julga receber de graça os dons e as dores; ambos, no entanto, estávamos apaixonados pelas palavras e pelas imagens invisíveis.”
(Caetano Veloso, “Verdade Tropical”, 1997)

## Músicas
Ele co-escreveu músicas com Gilberto Gil , Caetano Veloso e outros:
Gil: "Viramundo" (sobre Louvação , 1967); "Ponteio" (com Edu Lobo, destaque do III Festival da Record) "Miserere nóbis" (sobre Tropicália ou Panis et Circencis , 1968), "Soy loco por ti, América" (gravado por Veloso sobre Caetano Veloso , 1968)
Veloso: "Clarice" (sobre Caetano Veloso , 1968); "O Barco Vazio" (no Álbum Branco , 1969); Gotham City com Jards Macalé (1969); (1980) "Gemedeira" com Robertinho de Recife gravado por  Amelinha; Papel Marché com João Bosco (1984) e diversas composições com Paulinho da Viola e Fagner e etc.

## Obra
Bumba meu boi (Centro de Cultura Popular Bahia, 1960) 
Inquisitorial (Civilização Brasileira, 1966)
Ciclo de navegação, Bahia e gente (Macunaíma, 1975) 
Estrela do norte, adeus (Mercado Aberto, 1981)
Poemas (Espaço Bleff, 1987)
Confissões de Narciso (Civilização Brasileira, 1995)
Uma canção de amor às árvores desesperadas (Ecodrama, 1996)
Balança mas hai-kai (Bda Bahia, 1996)
Poemas (Fundação Casa de Jorge Amado, 1996)
Vinte canções de amor e um poema quase desesperado (Caramurê, 2014)
Cancioneiro Geral (Círculo de Poemas, 2024, organização de Claudio Leal e Leonardo Gandolfi)